# 中華絨螯蟹
中華絨螯蟹（學名：Eriocheir sinensis），也称上海毛蟹，俗名大闸蟹或河蟹，是一种主要生长在中国沿海河口地区的小型蟹种。其种加词“sinensis”意为“中华的”。

## 生命週期
虽然絨螯蟹在淡水中度过大部分生命，但它们必须回到海中繁殖。在生命第四或第五年，牠们迁徙至下游，在有潮汐的江河口达到性成熟期。交配后，雌性继续游向海的方向，在更深的水中过冬。在春天牠们回到咸水中产卵。孵化出的幼蟹，迁向上游进入淡水，至此完成一个生命循环。

## 外部形态
中华绒螯蟹的躯体可分为头胸部、腹部和胸足三部分。
·头胸部
经过长期进化演变，中华绒螯蟹的头部与胸部已完全合为一体，是中华绒螯蟹的主要部分，它由头胸甲和腹甲构成。头胸部的背面覆盖着一层坚硬的背甲，叫头胸甲，俗称“蟹斗”。背甲一般呈黑绿色，有时也呈赭黄色，这是中华绒螯蟹为适应环境进行自我保护的调节功能。背甲表面起伏不平，形成许多区，并且与内脏的位置相一致，分为胃区、心区、左右肝区、左右鳃区六个区。背甲边缘可分为前缘、眼缘、前侧缘、后侧缘和后缘五部分。前缘正中为额部，有4枚齿突，称额齿，额齿中间的凹陷，以中央的一个为最深。左右前侧缘各有4个锐齿，叫侧齿。背甲后侧缘斜向内侧，后缘与腹部交界，比较平直。
头胸甲不但遮盖上背面，前端还折入头胸部下面，在三角形口前部的下面，有一条隆起线，叫口盖线。在眼眶下有一条眼眶下线，下面各有一条侧板线。头胸甲额部两侧，有一对有柄的复眼，长在眼眶里面。复眼的内侧，横向排列在额下有两对触角，其中第一对较小，第二对较大，分别叫小触角和大触角。
腹甲的形态。头胸部的上盖是背甲，其下盖为腹甲，涌常呈灰白色。腹甲中央纵向有一凹陷的腹甲沟。腹甲周围密生绒毛。腹甲原本分为7节，前3节相合为一，仅留痕迹可辨认，后面4节在腹甲沟处也已相愈合。生殖孔在腹甲，但雌雄位置不同，雌蟹一对生殖孔开口在愈合后的第3腹甲上，即腹甲Ⅴ；雄蟹口在木节上面。腹甲的前端正中部分为口器。口器由一对大颚、两对小颚和三对颚足组成。组成口器的六对附肢，都属头胸附肢，它们自里向外叠成，好像六道屏门，互相配合，完成口器的功能。 
·腹部
中华绒螯蟹的腹部已退化为一扁平的片状物，反折紧贴在胸部下面，俗称为“脐”。脐四周有绒毛，由肠道贯通前后，肛门就开口在脐末节的内侧。脐共分7节，性成熟的雄蟹脐为内肢基肢底节上肢合节腕节前节成口器的三对颚足指节长节座节基节底节上肢狭长三角形，俗称尖脐；雌蟹的脐为圆形，俗称团脐。尖脐和团脐是区别雄蟹和雌蟹的最显著标志之一。
腹部内侧生有腹肢，因性别而不同。雌性有4对瞠肢，生在第2-5腹节上面，呈双肢形。内侧上刚毛细而长，大约30-40排，这是产卵时粘附卵粒的地方，外侧刚毛粗又短，可保护卵群。雄性的腹肢已变为交接器，在第1-2腹节上面。第一对已骨质化，呈管状，顶上生有粗短的刚毛，在向上弯曲的片状突起处开口。其基部开口分两部分，靠腹甲的一边开口大，并盖以有毛的办膜，交配时，阴茎伸入办膜内输送精液，内侧的开口为第二交接器位置。第二交接器为一娇小的实心棍状物，末端为柔软皮膜。
·胸足
胸部有强大的附肢是胸足，共有五对，其中一对螯足、四对步足，是中华绒螯蟹的运动器官。螯足强大，成钳状，掌部密生绒毛，雄性尤甚，具有捕食、掘穴和防御的功能。第2-5对胸足的结构完全相同，叫步足具有爬行、游泳、掘穴等功能。步足中，第一、四两对步足比较扁平，前后缘有刚毛，方便游泳。胸足都由7节组成，分别叫底节、基节、座节、长节、腕节、前节、指节。

## 内部结构
中华绒螯蟹与其它高等动物一样，内脏器官均已发育完全，具有比较完整的消化、呼吸、循环、神经、生殖系统。如果打开中华绒螯蟹的背甲，内脏便裸露出来，它的胃、鳃、肝、心、生殖腺等器官都清晰可辨。

## 入侵物種問題
该物种对其他生态具有很强的侵犯性，牠已蔓延到北美和欧洲。國際自然保護聯盟物種存續委員會的入侵物種專家小組（ISSG）列為世界百大外來入侵種。
大閘蟹对当地生态系统造成破坏。除了和当地物种竞争及減少魚獲外，牠们穴居性导致堤岸的损坏和排水系统的阻塞。德國人一開始努力的捕殺大閘蟹、並做成動物飼料，但沒有效果。後來嘗試將大閘蟹賣給亞洲人并試圖出口亞洲，但由於口感較差導致市場反應消極。一般认为这种蟹顺着船底排出的压舱水迁移，但同時也保留了比原產地更純正的蟹種。

## 食用
中华絨螯蟹是著名江南美食。这种蟹被中医认为是具有寒凉性质的食物。由於过度的捕捞导致长江下游蟹种数量下降，相应地蟹的价格飙升。现在在适合蟹生长的地区，养殖业非常兴盛。江苏阳澄湖是最有名的中华絨螯蟹产地，此处出产的蟹以青背、白肚、黄毛、金螯闻名，人们慕名愿以高价品尝该处出产的螃蟹。大部份蟹以高利润率出口上海、香港、澳門、臺灣市场。
大闸蟹的品尝时间为中国农历八、九、十月份，素有“九月圓臍十月尖，持螯飲酒菊花天”一说，即农历九月吃圆脐雌蟹，十月吃尖脐雄蟹，此时甘香肥美，为人间珍味。在农历六月有俗称“六月黄”，也是别有风味的。

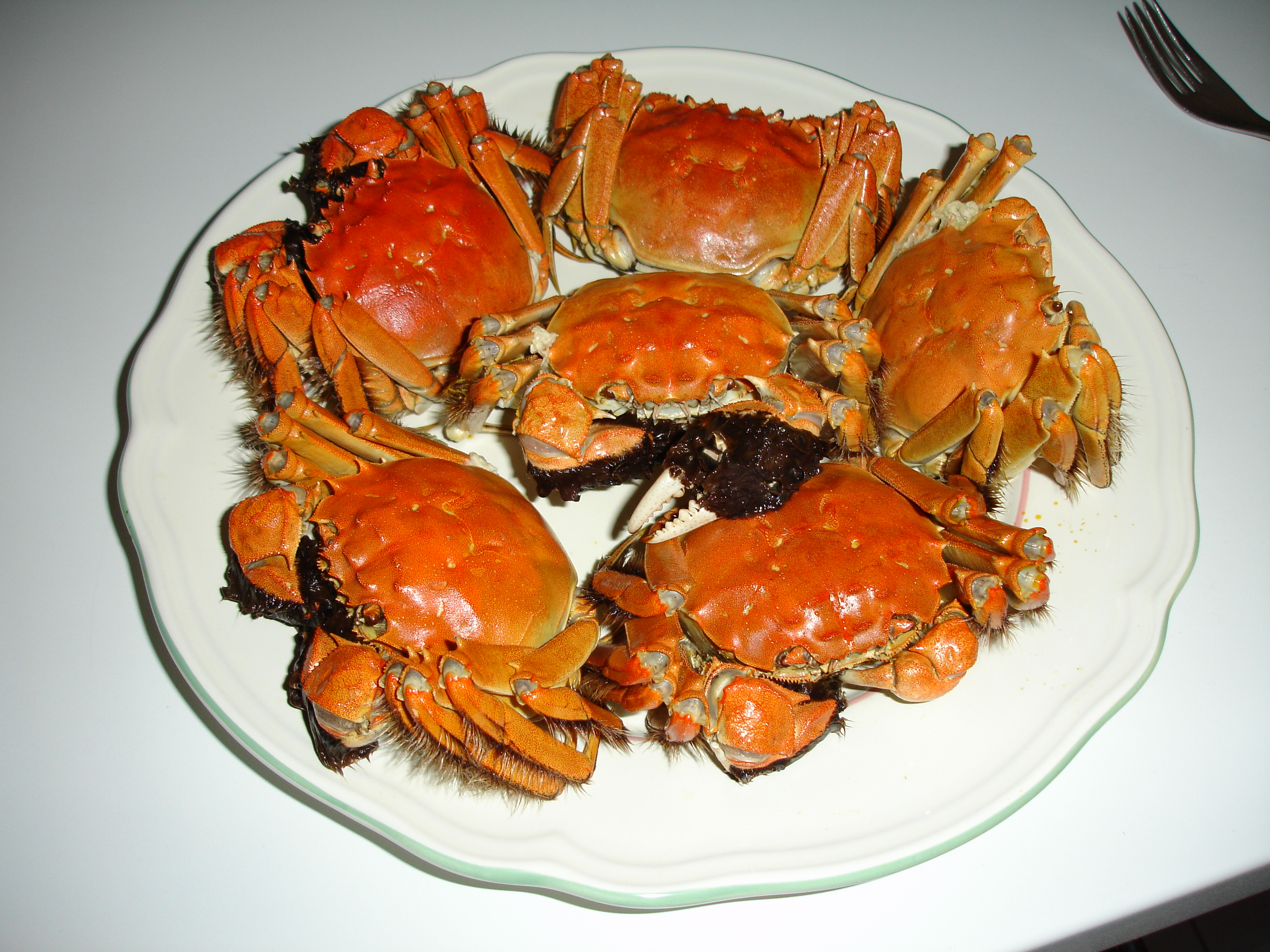
一盘蒸熟的大闸蟹

### 食品安全

#### 二噁英
2016年，发生输入香港的大闸蟹，检测中二恶英超标。香港食物環境衞生署 食物安全中心于2016年11月1日公告。
此一事件引起舆情震动，中国大陆新华社为代表的媒体以联合国粮农组织与世界卫生组织之标准，认为该次检测超过港府标准，却不会危及健康
。澎湃新闻之调查指出，具有检测食物二噁英含量能力的机构稀少，而中国大陆对食品中二噁英含量一直没有法定标准
；且国家质检总局官网采纳的是欧盟标准。香港本地媒体《明报》指内地监管权钱交易，形同虚设，产地造假。
2017年10月16日，食物環境衞生署发现来自台湾桃园的大闸蟹出现二噁英含量超标。2017年12月22日，食物安全中心再次发现大陆输入批次超标，涉事批次未进入市面。
2018年10月，台湾发现中国大陆输入的40吨批次大闸蟹二恶英含量超标，其中逾9吨怀疑已跳过程序流入市面。11月初，再发现5批共25吨超标，其中逾5.7吨“偷步”分销。

#### 肌肉溶解综合征
个别案例中出现食用后出现肌肉溶解综合征。